# Peekskill
Peekskill är en stad i Westchester County i delstaten New York. Vid 2020 års folkräkning hade Peekskill 25 377 invånare.

## Kända personer från Peekskill
- T. Coraghessan Boyle, roman- och novellförfattare
- Benjamin Civiletti, politiker
- Chauncey Depew, politiker
- Donal Gibson, skådespelare
- Hutton Gibson, sedevakantistisk författare
- Mel Gibson, skådespelare
- George Pataki, politiker
- Paul Reubens, skådespelare
- Stanley Tucci, skådespelare